# Adivar (krater)
Adivar är en nedslagskrater med en diameter på ungefär 30 kilometer, på planeten Venus. Adivar har fått sitt namn efter författaren Halide Edib Adıvar.